# Einar Stenbeck
Nils Einar Stenbeck, född 27 maj 1881 i Uppsala, död 5 maj 1949 i Stockholm, var en svensk jurist. 
Stenbeck avlade juridisk-filosofisk examen vid Uppsala universitet 1901 och juris utriusque kandidatexamen 1905. Efter tingstjänstgöring 1906–1907 blev han tillförordnad fiskal i Svea hovrätt 1909–1910, adjungerad ledamot där 1910–1914, tillförordnad revisionssekreterare 1914 och hovrättsråd 1917. År 1919 blev han ordinarie revisionssekreterare och var ledamot av Lagberedningen 1915–1926. Stenbeck var Sveriges delegat vid Haagkonferensen om internationell privaträtt 1925 och ledamot av lagrådet 1930–1932. Han var ordförande i aktiebolagskommissionen 1933–1935, ordförande i Lagberedningen 1935–1941 och justitieråd 1926–1933 samt 1941–1948. År 1936 blev Stenbeck juris hedersdoktor vid Stockholms universitet. Stenbeck var under sina sista fem månader i Högsta domstolen 1948 dess förste särskilt utsedde ordförande. Tidigare hade ordförandeskapet automatiskt gått till det äldsta justitierådet.
Einar Stenbeck var son till sparbanksdirektör Nils Stenbeck och Maria Rydberg, och bror till Hugo Stenbeck.Han var gift med Dagmar Stenbeck. Makarna Stenbeck är begravna på Matteus kyrkogård i Norrköping.